# Ko Phi Phi Don
Pour les articles homonymes, voir KOH (homonymie).
Ko Phi Phi Don (/kɔ̀ʔ pʰīː.pʰīː dɔ̄ːn/, thaï : เกาะพีพีดอน) est la plus grande des îles de l'archipel de Koh Phi Phi, en Thaïlande. L'île fait partie de la province de Krabi. C'est la seule île habitée de l'archipel.

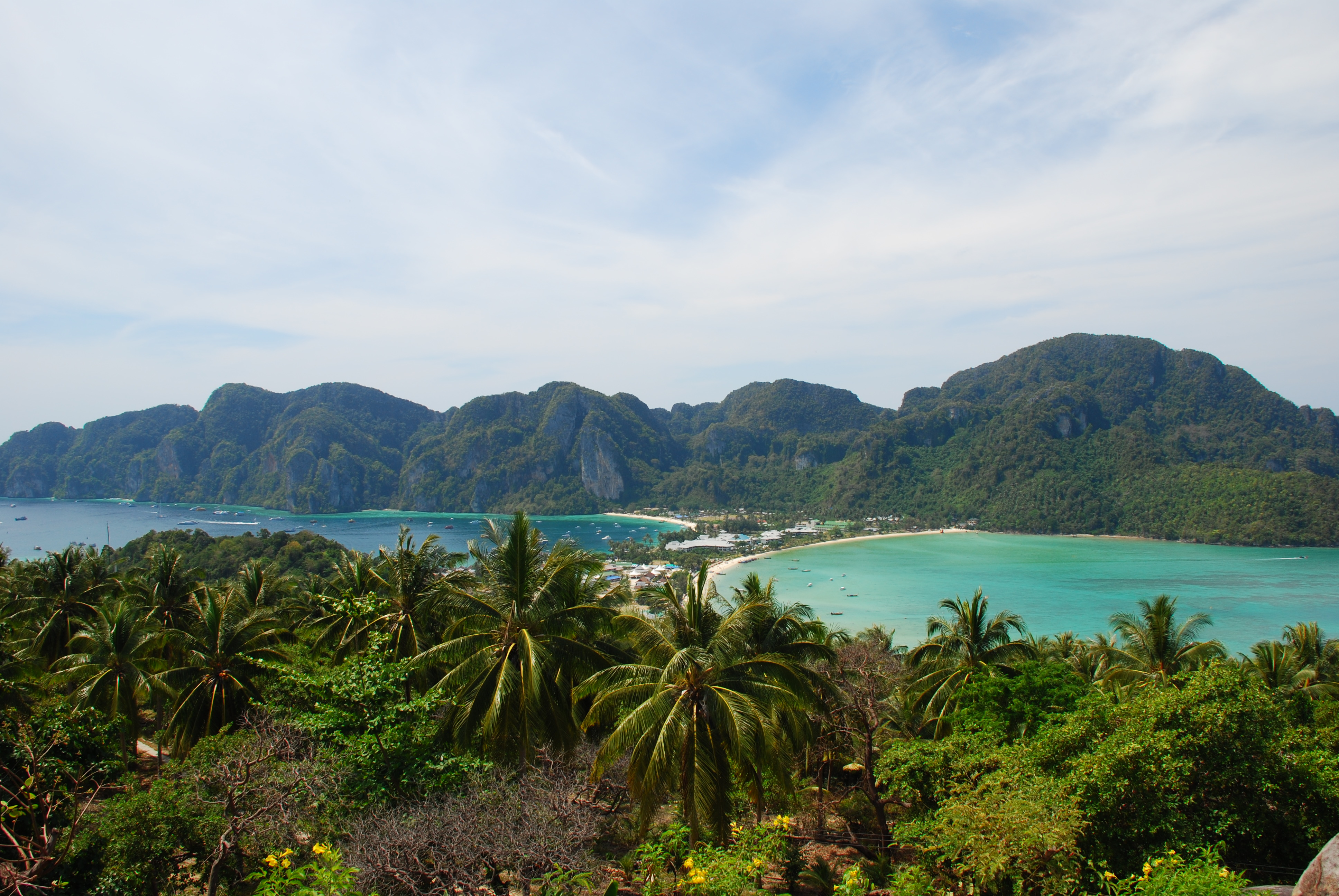
Point de vue de Phi Phi Don

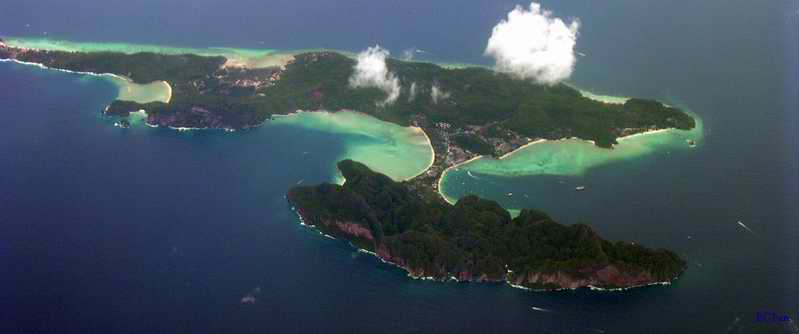

Comme les autres îles de l'archipel, Phi Phi Don est une île non volcanique en grande partie faite de calcaire. Elle est presque séparée en deux îles, qui sont reliées par un tombolo. C'est à cet endroit que se trouve la plus grande ville de l'île, ainsi que la plupart des hôtels touristiques.

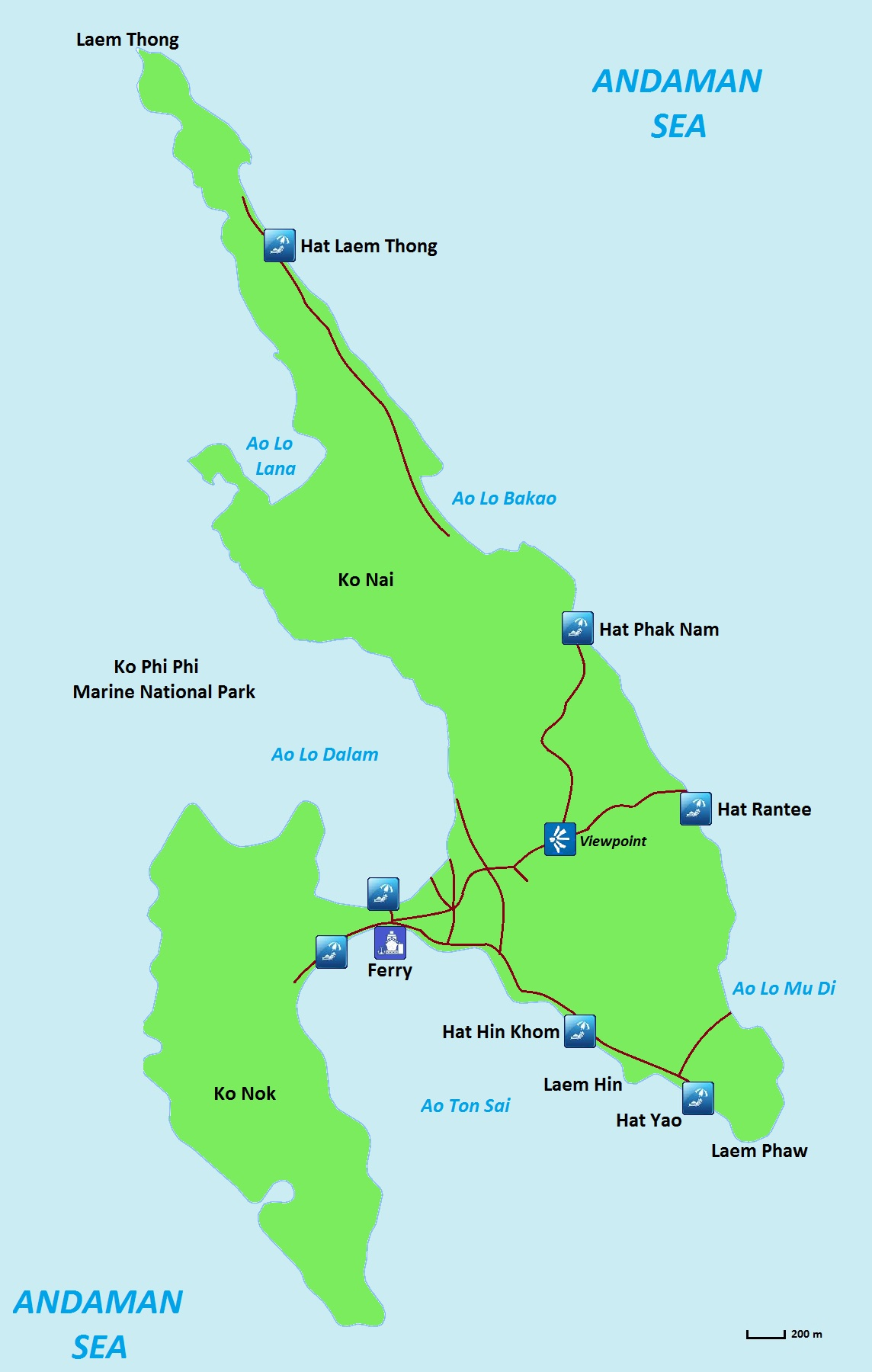

## Villages
- Ban Laem Tong
- Laem Tong
- Ban Ton Sai
- Hat Yao

## Galerie

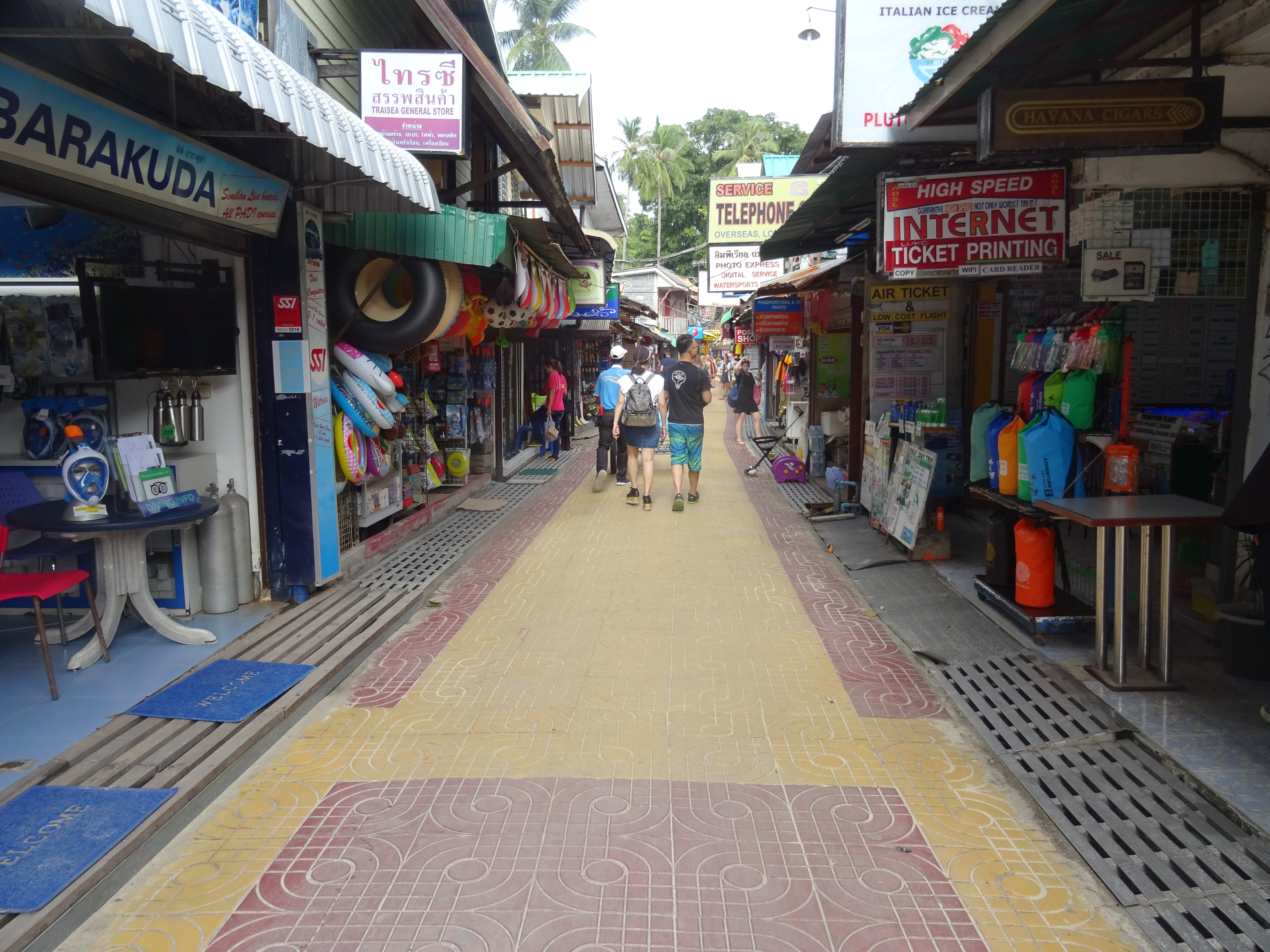
Rue commerçante de la petite ville de Ban Ton Sai

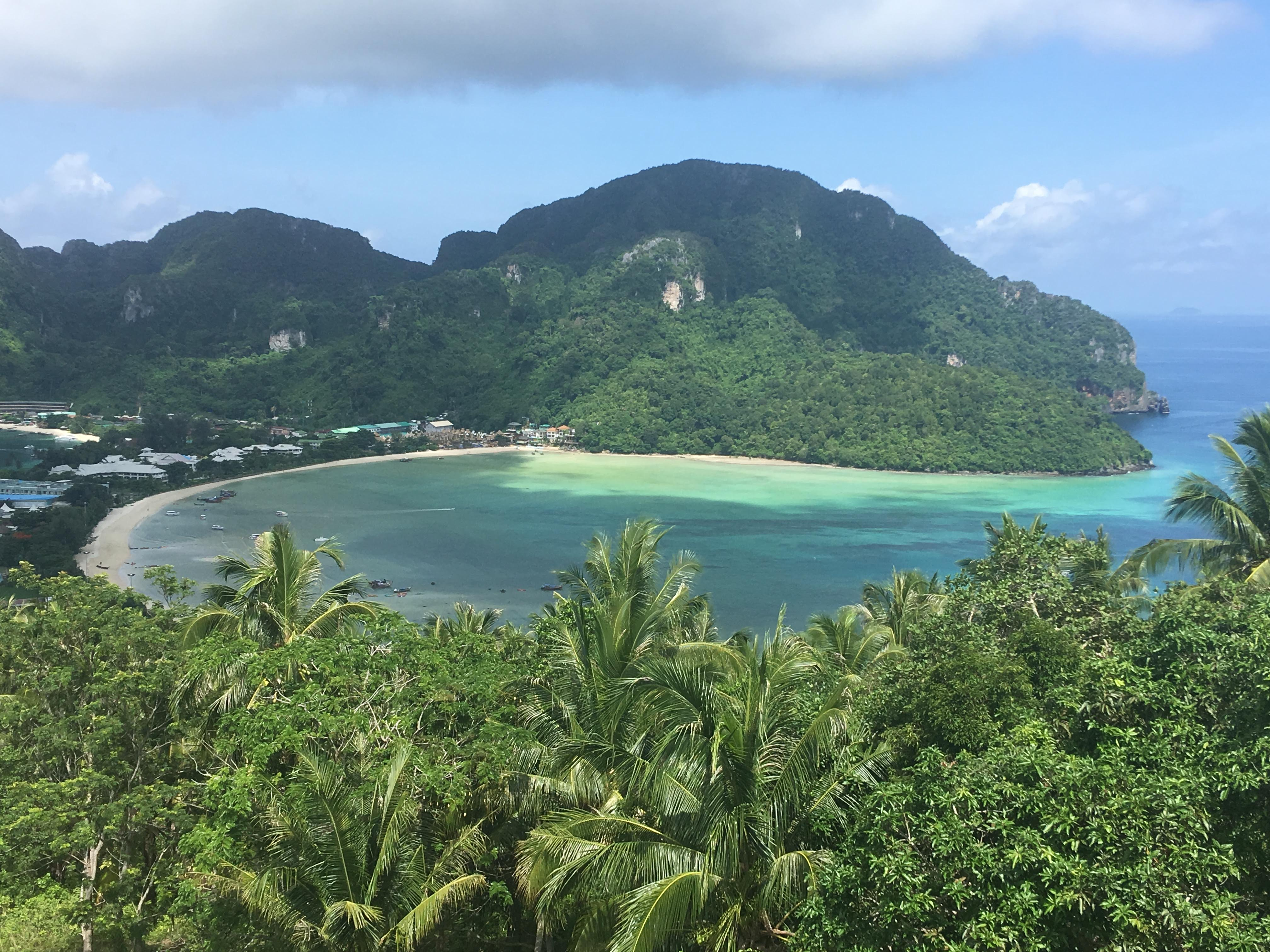
Baie de Loh Dalum et le tombolo
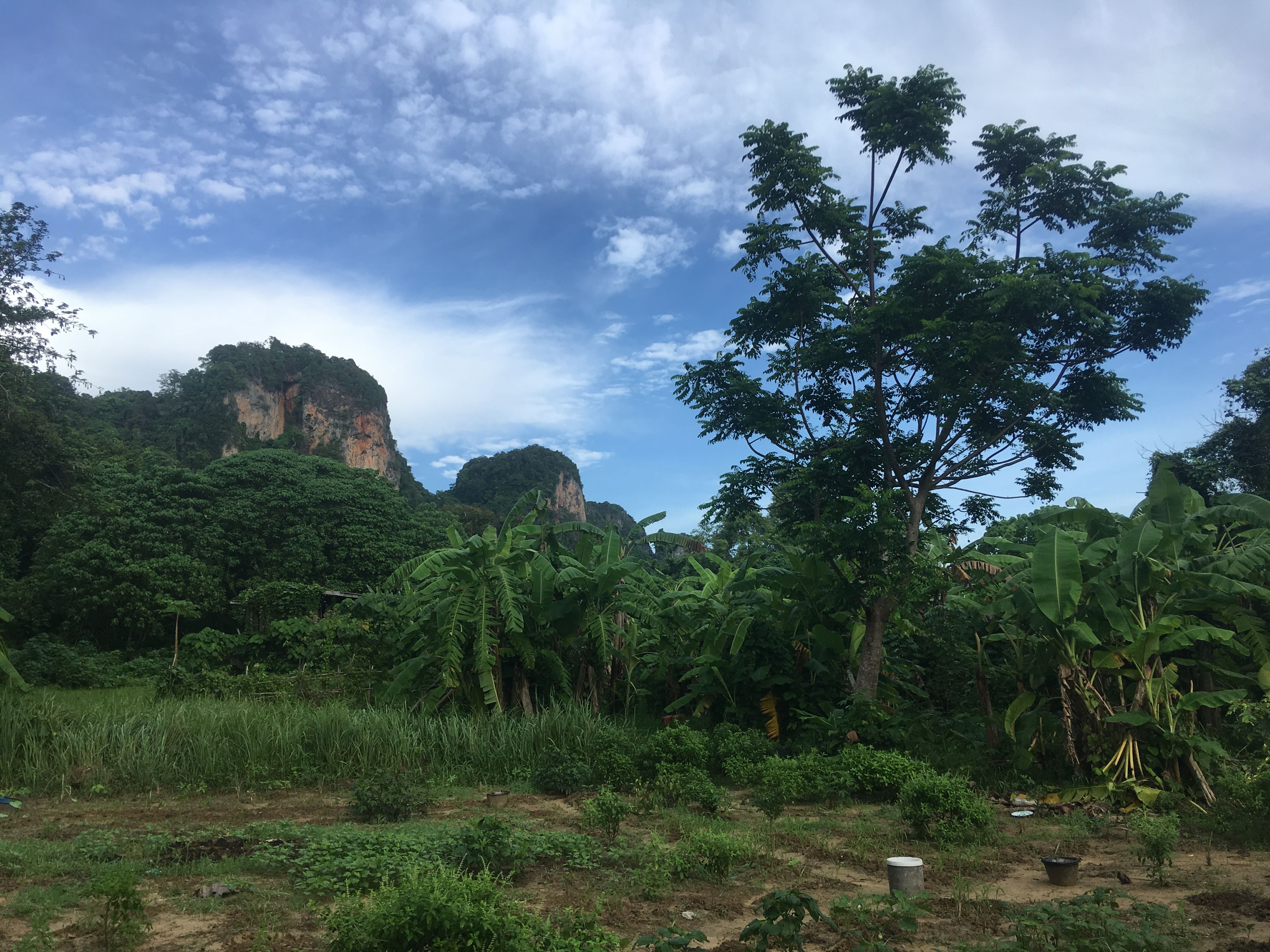
Collines au nord
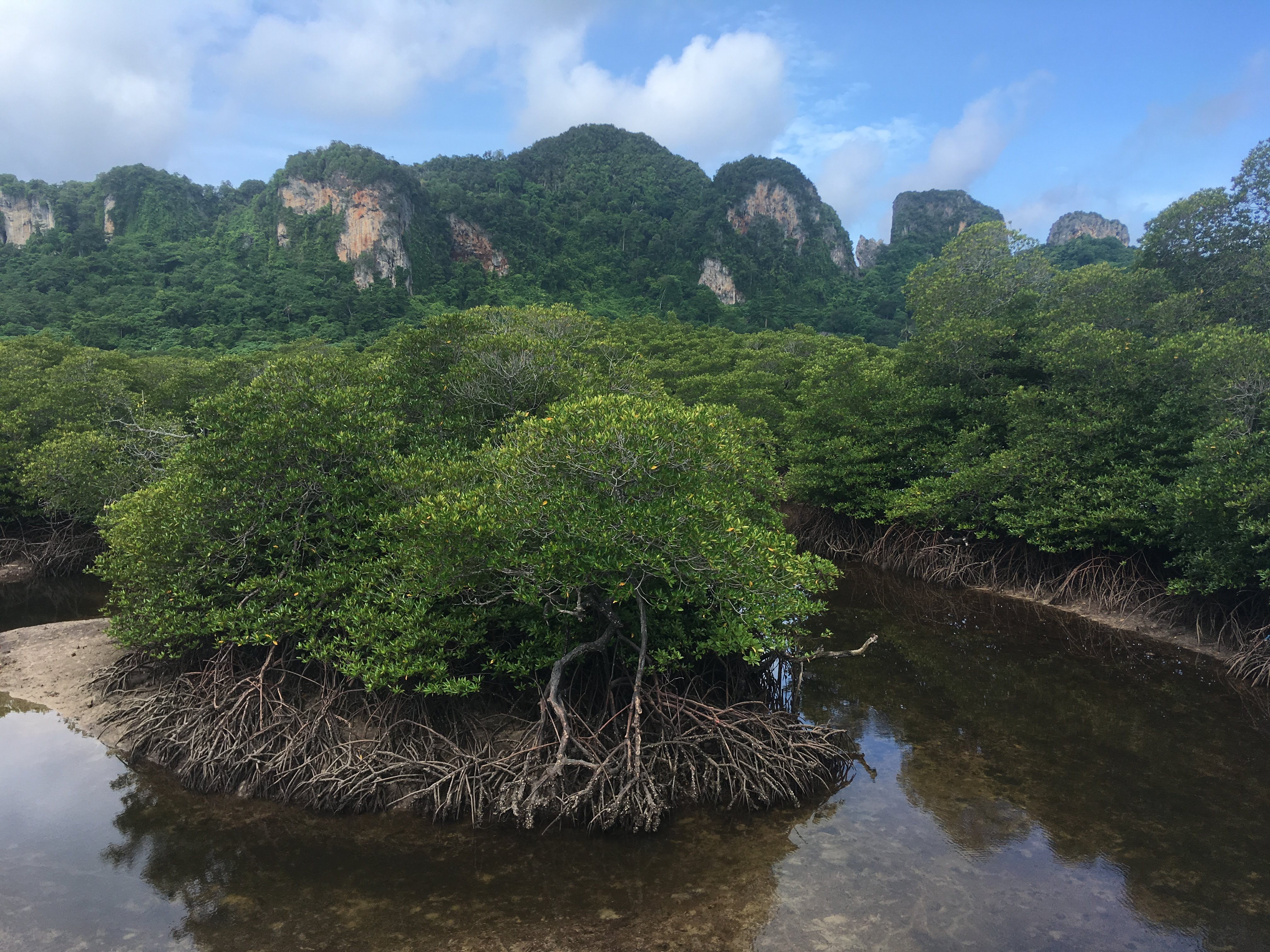
Mangrove
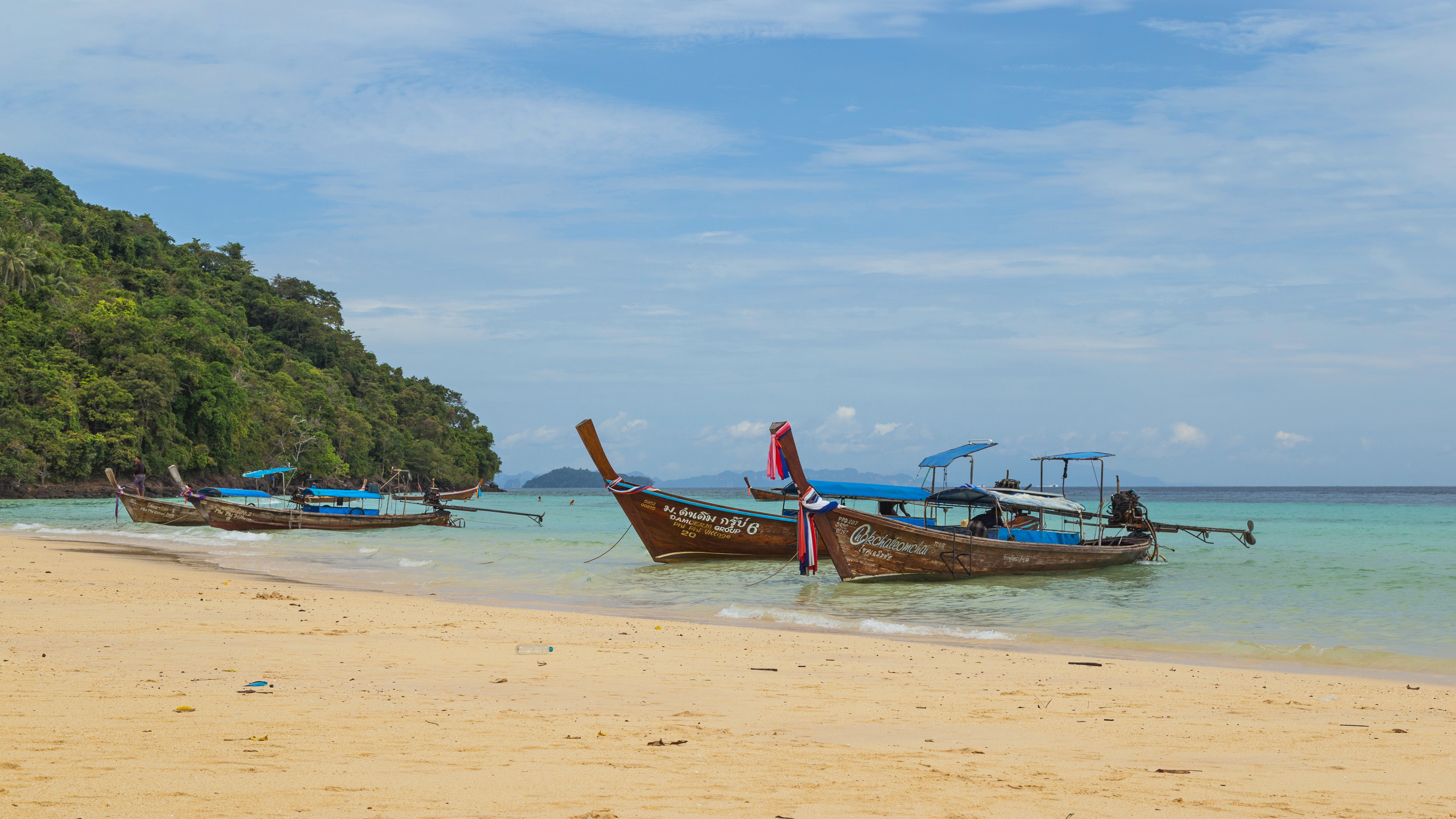
Plage
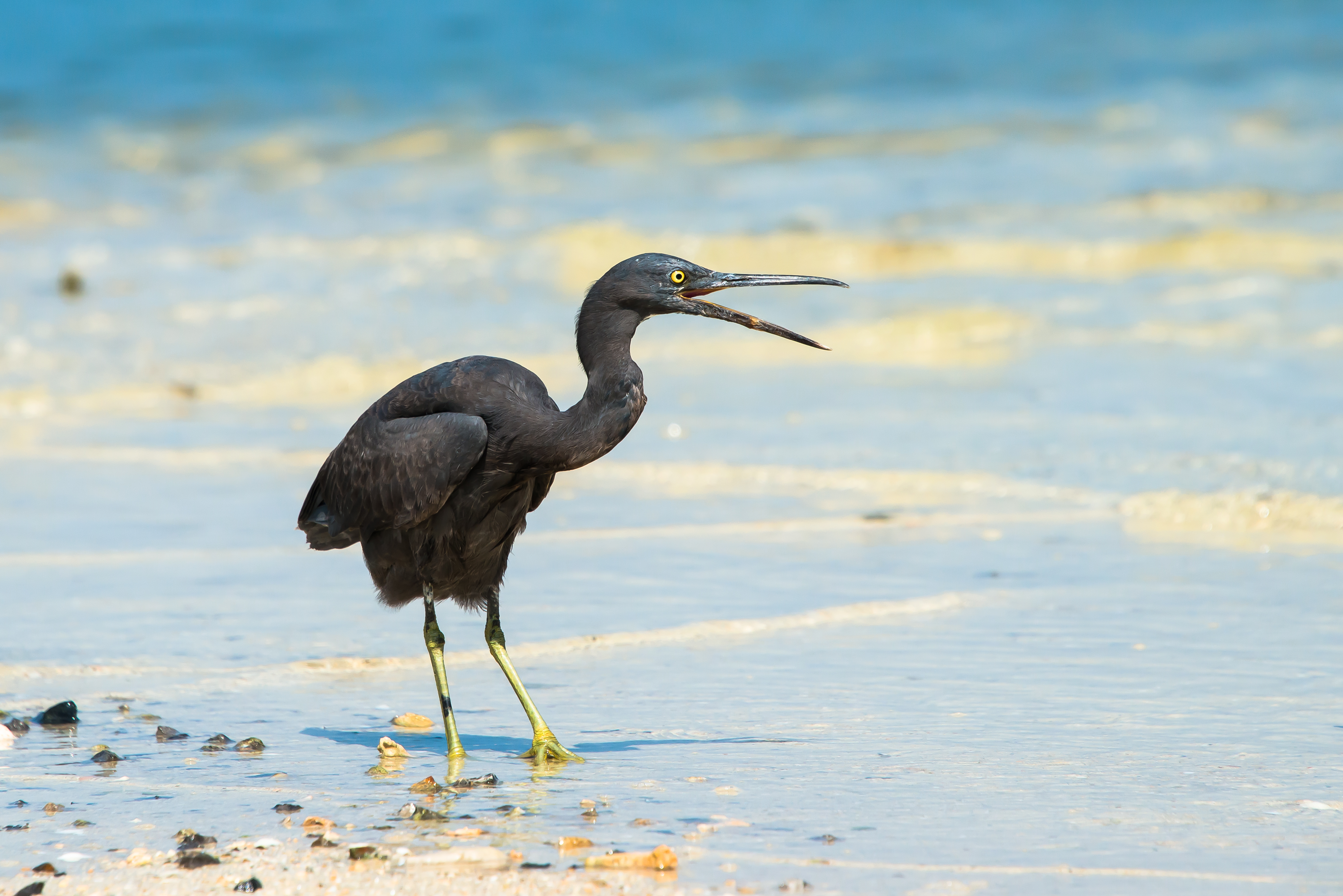
Aigrette sacrée
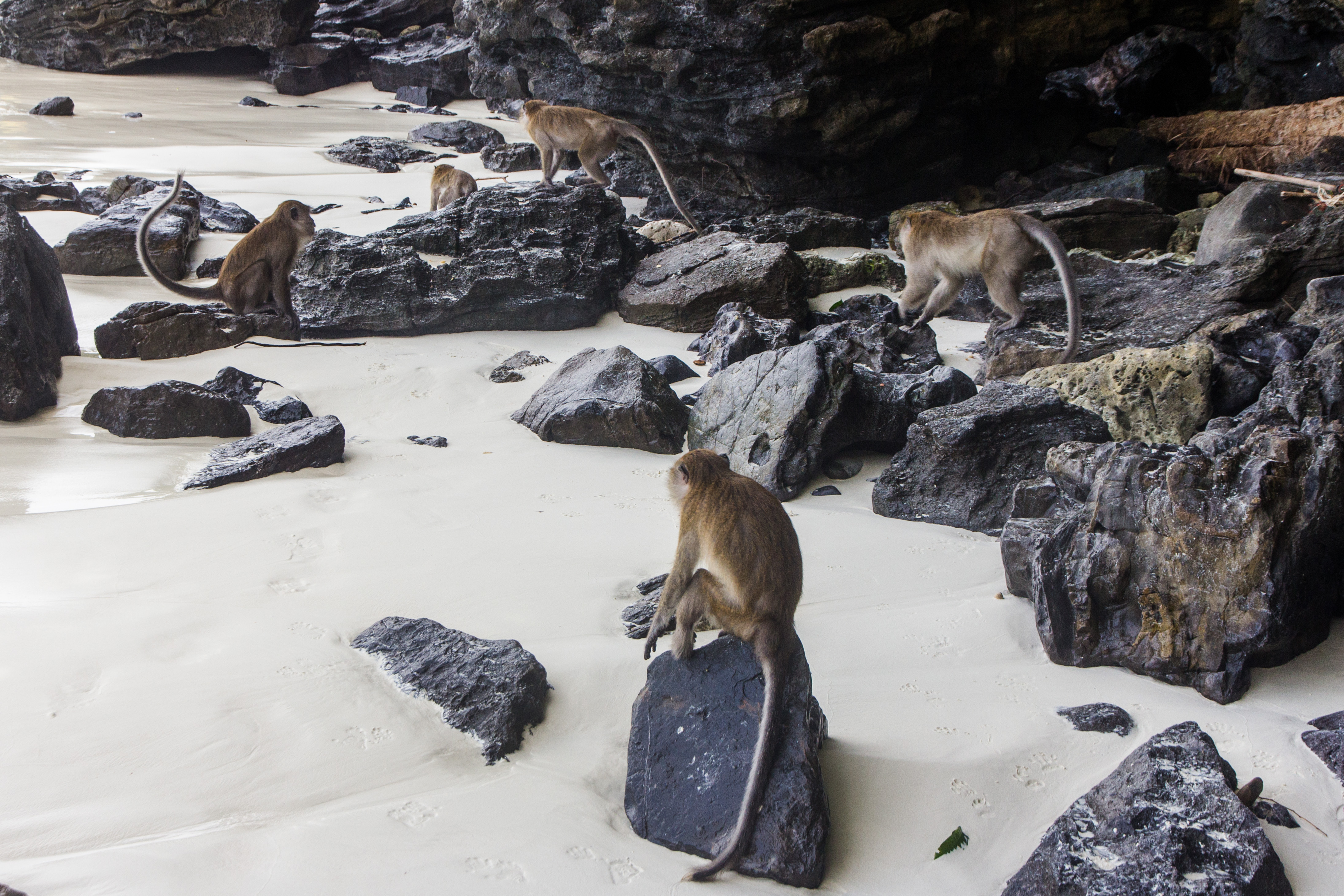
Macaque crabier (macaque à longue queue)
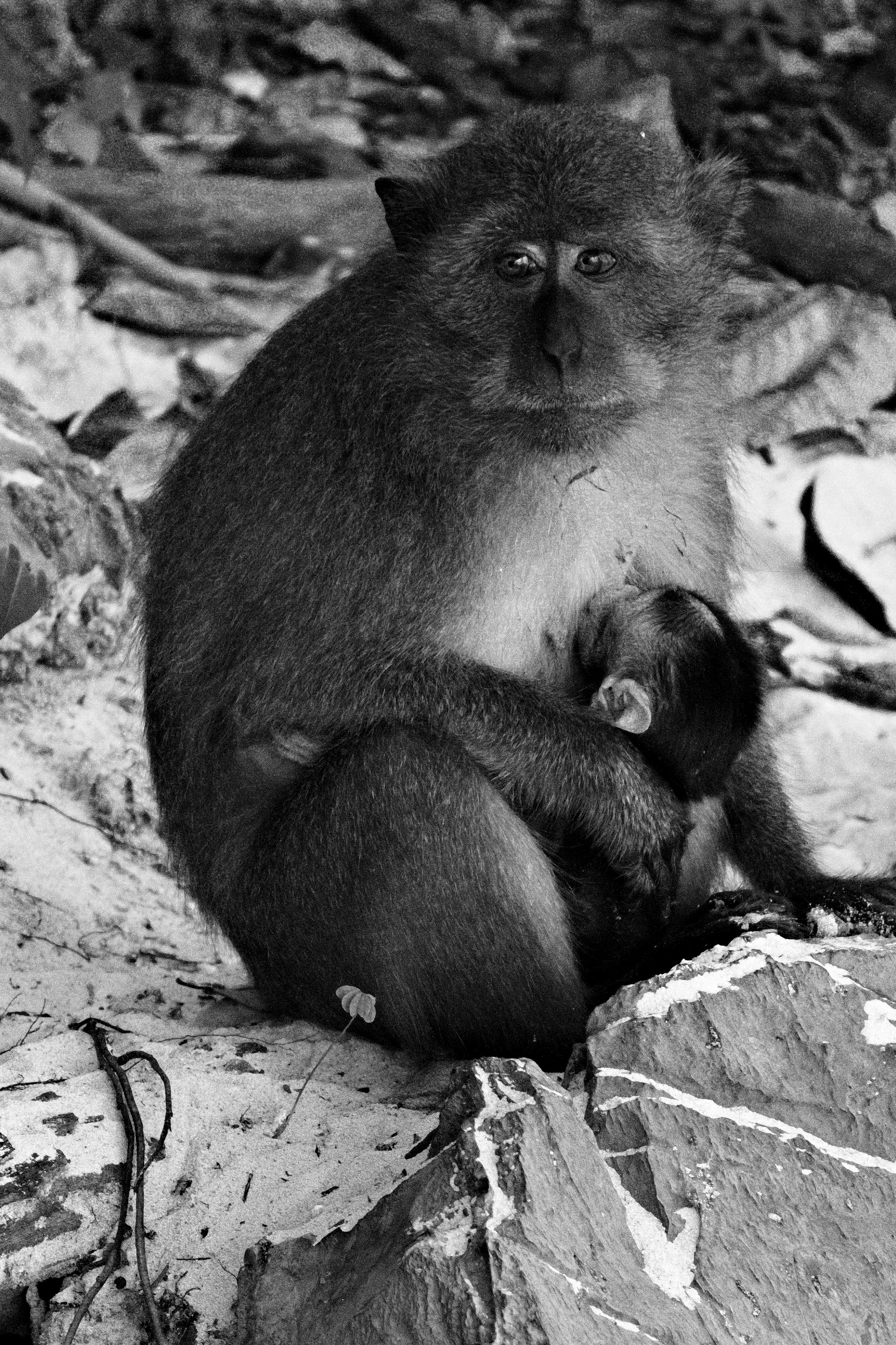
Macaque crabier et son petit
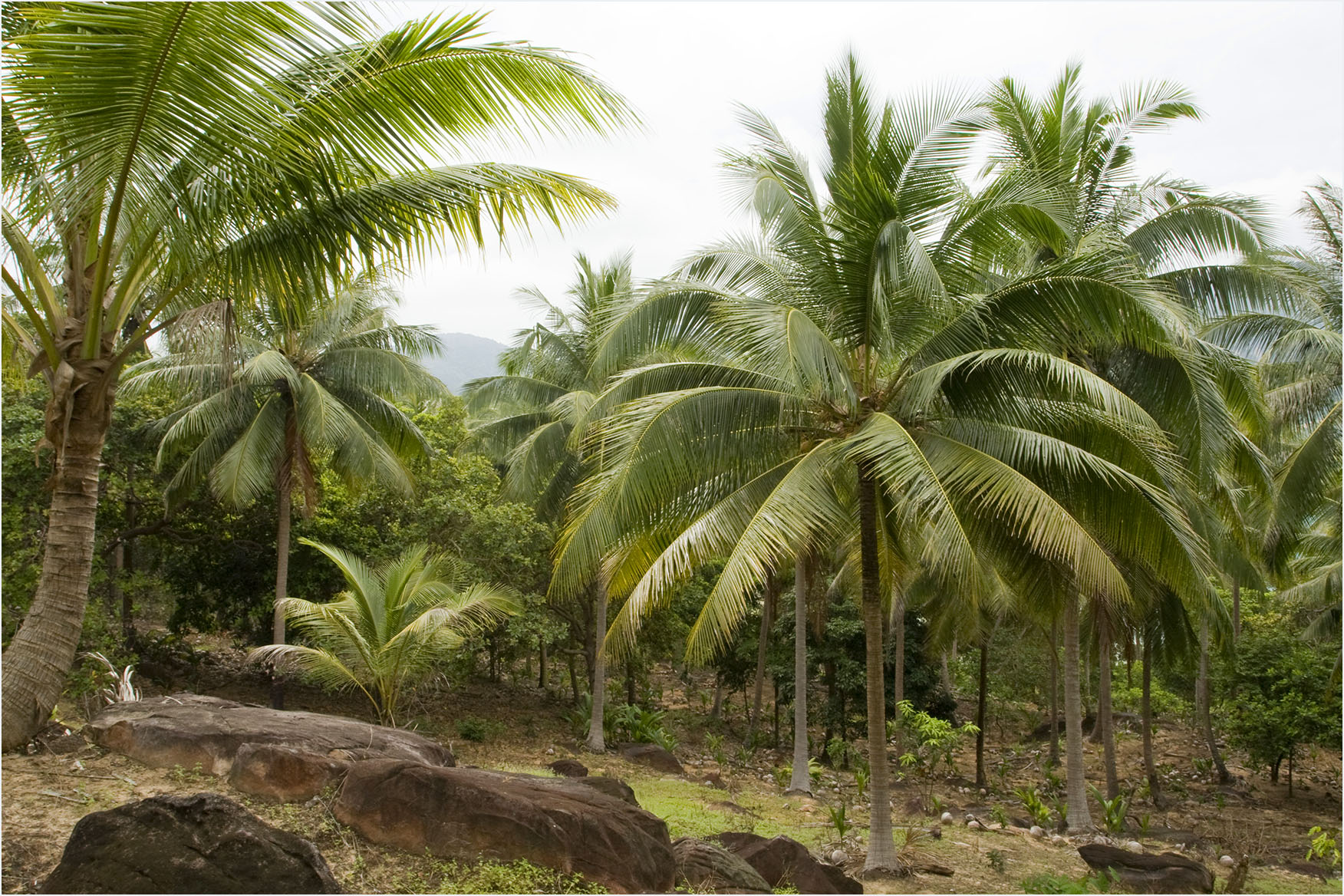
Cocotiers